# گرگ ابوت (بازیکن فوتبال)
گرگ ابوت (به انگلیسی: Greg Abbott؛ زادهٔ ۱۴ دسامبر ۱۹۶۳) بازیکن فوتبال اهل انگلستان است.
از باشگاه‌هایی که در آن بازی کرده است می‌توان به هال سیتی، برادفورد سیتی، کاونتری سیتی و گایزلی اشاره کرد.